# Salla (Finlandia)
Salla – gmina w Finlandii, położona w północnej części kraju, należąca do regionu Laponia, podregionu Itä-Lapi.